# Bu Zhi
Pour les articles homonymes, voir Zhi.
Bu Zhi (180-247) Conseiller de Sun Quan. Il figurait parmi les lettrés du Sud qui ont débattu avec Zhuge Liang lorsque ce dernier vint forger une alliance entre Liu Bei et Sun Quan. Lors de la Bataille de Ruxu, il est envoyé par Sun Quan dans le camp de Cao Cao pour accomplir une mission de paix.
Plus tard, durant l’invasion de la province de Jing par Guan Yu, il anticipe avec précision les mouvements de Guan Yu et de Cao Ren, ce qui permet aux Wu de reprendre le contrôle éventuel de la province. Enfin, lorsque Liu Bei envahit le royaume des Wu afin de venger la mort de Guan Yu et Zhang Fei, Bu Zhi propose de retourner la tête du défunt Zhang Fei ainsi que de livrer ses deux assassins, Fan Jiang et Zhang Da, à Liu Bei dans le but de regagner la paix. Il est plus tard nommé Chancelier des Wu et meurt en l’an 248 à l’âge de 68 ans.